# Clube Atlético Albion
O Clube Atlético Albion foi um clube brasileiro de futebol da cidade de São Paulo, capital paulista, fundado em 1918 como Associação Atlética São Paulo Alpargatas e, em 1932, optou pela troca de nome. Suas cores eram o vermelho, azul e branco. Seu uniforme principal era tricolor com listras verticais paralelas estreitas, calção branco. Atualmente, está extinto.

## História
O "Time da Inglesa", como era chamado o Albion, disputou a Segunda Divisão (atual A2) do Campeonato Paulista de Futebol de 1932, sendo campeão, mas não participou da Primeira Divisão (atual A1) no ano seguinte, impedido pelos grandes clubes.
Com a implantação do profissionalismo, em 1933, ficou do lado da Confederação Brasileira de Desportos, amadorista, e fez parte da primeira divisão da liga da Federação Paulista de Futebol, entidade reconhecida como oficial pela CBD naquele ano. Na primeira edição do campeonato dessa nova liga, o Albion sagrou-se campeão. No dia 23 de setembro de 2021, teve oficialmente reconhecido o título de campeão estadual pela atual Federação Paulista de Futebol, juntamente com o Palestra Itália, vencedor do torneio da APEA daquela temporada.
Em 1935 a CBD finalmente aderiu ao profissionalismo, e a LPF substituiu a FPF como entidade oficial do estado. Com o ingresso de clubes grandes como o Santos, Palestra Itália, Corinthians e São Paulo, o Albion foi remanejado para a Segunda Divisão da nova liga em 1935. Finalmente, participou da Primeira Divisão do Campeonato Paulista de Futebol em 1936, mas a equipe foi desclassificada nas seletivas. Foi sua última participação em campeonatos oficiais.

## Títulos
| ESTADUAIS                      | ESTADUAIS                      | ESTADUAIS | ESTADUAIS         |
|                                | Competição                     | Títulos   | Temporadas        |
| ------------------------------ | ------------------------------ | --------- | ----------------- |
| Campeonato Paulista            | Campeonato Paulista            | 1         | 1933              |
| Campeonato Paulista - Série A2 | Campeonato Paulista - Série A2 | 3         | 1931, 1932 e 1935 |

## Participações em estaduais
- Campeonato Paulista da Primeira Divisão: 1933, 1934 e 1936.
- Campeonato Paulista da Segunda Divisão: 1926, 1928, 1929, 1930, 1931, 1932 e 1935.
- Campeonato Paulista da Terceira Divisão: 1924 e 1925.